# Dirk Johannes Opperman
Diederik „Dirk“ Johannes Opperman (* 29. September 1914 nahe Dundee, Natal; † 22. September 1985 in Stellenbosch), meist kurz D. J. Opperman, war ein südafrikanischer Schriftsteller, der auf Afrikaans schrieb. Er wurde vor allem durch seine Gedichte und Dramen bekannt.
Opperman studierte an der Universität von Natal in Pietermaritzburg und der Universität Kapstadt. Er war Lehrer in Pietermaritzburg und Johannesburg, und später Professor der Universität Stellenbosch (1960–1985). Er arbeitete für die Zeitschriften Standpunte, eine Literaturzeitschrift, und Huisgenoot, die bedeutendste Wochenzeitschrift in Afrikaans mit damals stark nationalistischer Orientierung. Sein Werk Komas uit’n bamboesstok schrieb er nach einem siebenmonatigen Koma, in das er infolge einer Lebererkrankung gefallen war.
Zu seinen Schülern gehören J. C. Kannemeyer und Ingrid Winterbach.
1942 heiratete er Marié van Reenen, mit der er drei Töchter hatte.

## Werke
- 1945: Heilige beeste
- 1947: Negester oor Ninevé
- 1949: Joernaal van Jorik
- 1950: Engel uit die klip
- 1953: Digters van Dertig
- 1954: Periandros van Korinthe
- 1956: Blom en baaierd
- 1956: Vergelegen
- 1959: Wiggelstok
- 1960: Astrak
- 1963: Dolosse
- 1964: Kort reis na Carrara
- 1964: Kuns-Mis
- 1968: Voëlvry
- 1970: Edms. Bpk.
- 1974: NaaldeKoker
- 1977: Verspreide opstelle
- 1979: Die galeie van Jorik
- 1979: Komas uit’n bamboesstok
- 1987: Versamelde poësie
- 2000: Sonklong oor Afrika

## Ehrungen
Opperman erhielt viermal den Hertzog-Preis: für Lyrik in den Jahren 1947 (für sein lyrisches Erstlingswerk Heilige Beeste, 1945) und 1980 für Komas uit’n bamboesstok sowie für Drama 1956 und 1969. Den WA Hofmeyrprys erhielt er ebenfalls viermal, 1954 für Periandros van Korinthe, 1956 für Blom en basierd, 1966 für Dolosse und 1980 für Komas uit’n bamboesstok. 1964 und 1980 gewann er den CNA Literary Award, für Dolosse und Komas uit’n bamboesstok.
Er erhielt Ehrendoktorwürden der Universität von Natal (1968), der Universität Stellenbosch (1976), der Universität Kapstadt (1980) und der Universität Pretoria (1982).
1975 äußerte sich der damals inhaftierte spätere Präsident Nelson Mandela in einem auf Afrikaans verfassten Brief lobend über einige von Oppermans Werken.